# Jindřich IV. Probus
Jindřich IV. Probus (polsky Henryk IV Prawy, 1257/58 – 23. června 1290, Vratislav) byl kníže vratislavský (1270–1290) a krakovský (1288–1290) ze slezské linie Piastovců.

## Životopis
Jindřich Probus (tz. Pravý, přeneseně Spravedlivý) se narodil kolem roku 1258 vratislavskému knížeti Jindřichovi III. Bílému a jeho manželce Juditě Mazovské. Jeho otec byl synem české princezny Anny Lehnické, dcery Přemysla Otakara I. Jindřich III. byl věrný spojenec Přemysla Otakara II. a v roce 1260 se zúčastnil česko-uherské bitvy u Kressenbrunnu. Po otcově náhlé smrti roku 1266 se stal malý Jindřich svěřencem strýce Vladislava, salcburského arcibiskupa. Zbytek dětství strávil na pražském dvoře královny Kunhuty, kde získal výchovu hodnou rytíře  a dal slib, že se ožení na doporučení českého krále. Roku 1270 převzal po strýcově smrti plně vratislavský knížecí stolec (knížetem byl oficiálně již od smrti svého otce roku 1266), jeho poručníkem mu byl vzhledem k nízkému věku Přemysl Otakar II.
Po nástupu na knížecí stolec přislíbil mladík už více nepoškozovat biskupský a kapitulní majetek a nepřivlastňovat si církevní desátek, jak se to dělo po smrti vratislavského biskupa Tomáše I. roku 1268. V podstatě tak převzal zodpovědnost za škody způsobené za vlády strýce Vladislava. Roku 1271 se kníže účastnil česko-uherské války a jeho knížectví zatím muselo čelit nájezdu piastovských knížat Boleslava Stydlivého, Leška Černého a Konráda II. Mazovského. O dva roky později byl Jindřich oficiálně prohlášen dospělým a začal vést samostatnější politiku, navázal přátelské vztahy s Vladislavem Opolským a Přemyslem Poznaňským.
V listopadu roku 1276 se podle kronikáře Otakara Štýrského vratislavský kníže jako český straník zúčastnil mírových jednání mezi Přemyslem Otakarem II. a Rudolfem Habsburským.

### Únos

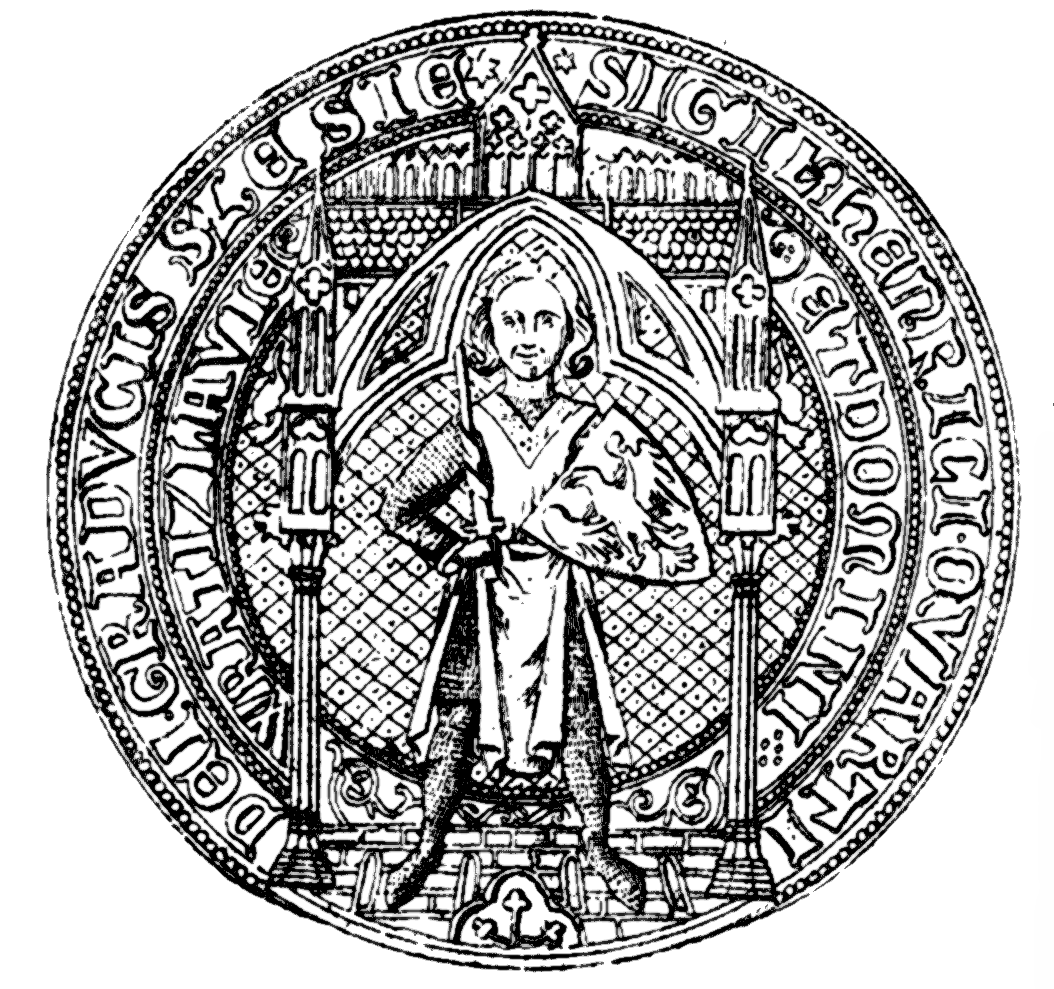
Jindřichova pečeť z roku 1268

V únoru roku 1277 byl Jindřich zajat svým strýcem, lehnickým knížetem Boleslavem Rogatkou
| „                        | ...kvůli osudu arcibiskupa [Vladislava] a, kvůli bohaté zemi, kterou tak skvěle vzdělal jeho otec [Jindřich III.], pojala Boleslava Lehnického a jeho syna Jindřicha závist, a tak začali oba přemýšlet, jakou lstí a jakým přepadem se zmocní malého chlapce. Pro svůj plán získali šlechtice z okolí knížete, kteří se obávali pomsty kvůli smrti jeho otce a strýce. V noci 18. února 1277 obklíčili loupežníci chlapce spícího v nosítkách v městě Jelč a vzali ho do zajetí. Pak ho drželi krutě spoutaného na knížecím hradě Lehn. | “ |
| — Kronika polsko-slezská | |   |

Český král plně zaneprázdněn potíráním vlastní vzbouřené šlechty lehnickému knížeti poslal výzvu k Jindřichovu propuštění, ale osobně nezasáhl. 24. dubna 1277 se Jindřichovi spojenci Jindřich Hlohovský a Přemysl Poznaňský se svými vojáky z Vratislavska, Hlohovska a Poznaňska utkali s oddíly Rogatky a jeho syna v bitvě u Stolce. Vítězství připadlo Boleslavu Lehnickému, který zajal obě znepřátelená knížata a poté bylo uzavřeno do července dočasné příměří. Uvězněný kníže byl ze zajetí propuštěn koncem července 1277  díky diplomacii českého krále. Přemysl Otakar II. převedl na Rogatku část vratislavského knížectví, ve prospěch lehnického knížete se musel Probus po propuštění musel vzdát mnoha hradů.

### Po bitvě na Moravském poli

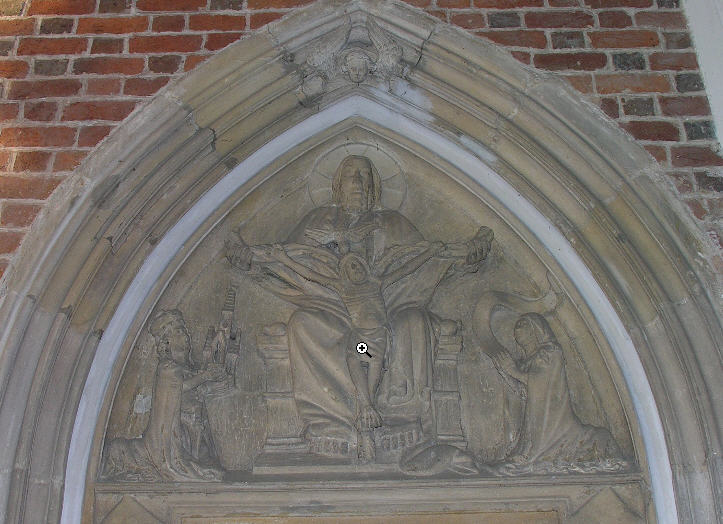
Jindřich Probus a Mechtylda Braniborská (tympanon kostela sv. Kříže ve Vratislavi)

V srpnu 1278 došlo k vyvrcholení zápasu Přemysla Otakara a Rudolfa Habsburského. Jindřich se Přemyslovy poslední bitvy na Moravském poli pravděpodobně nezúčastnil, ale poslal mu vojáky.
Královna Kunhuta po obdržení zprávy o manželově smrti povolala do Čech na základě přání zesnulého braniborského markraběte Otu V.  Otovo chování po příchodu do Čech královnu poněkud zaskočilo a jako Otův soupeř se tak na žádost královny vdovy objevil s vojskem na Čáslavsku i Jindřich Probus a získal podporu části východočeské šlechty. Kunhuta požadovala po Rudolfovi Habsburském, aby byl vratislavský kníže uznán poručníkem malého dědice trůnu Václava II. V říjnu roku 1278 kvůli hrozícímu vojenskému konfliktu došlo k dohodě, kdy Václavovým poručníkem a správcem Čech na období pěti let byl ustanoven markrabě Ota V., Morava na pět let připadla Rudolfovi, Jindřichovi IV. na blíže neurčenou dobu Kladsko a Kunhutě byly zaručeny příjmy na Opavsku. Po pěti letech se mělo české království obnovit v čele s Václavem II. Jindřich Probus poté v rozporu s úmluvami zabral i Broumovsko. Ani tato dohoda nezabránila vzájemnému nepřátelství obou soupeřů o Václavovo poručnictví. V roce 1279 vpadla spojená vojska Oty Braniborského a svídnicko-javorského knížete Boleslava I. Surového do Vratislavska. O rok později pak výpad zopakovaly oddíly Otova bratra Albrechta, Boleslava Surového a Jindřicha Lehnického, když oblehly Minstrberk. Jindřich Probus na oplátku poplenil Lehnicko. Roku 1280 složil Rudolfovi lenní slib  a oženil se s Konstancií, dcerou Vladislava I. Opolského.
Únor 1281 byl ve znamení schůzky slezských knížat, kterou inicioval Jindřich Probus. 9. února nechal zajmout a uvěznit Jindřicha Lehnického a své vlastní spojence Konráda Hlohovského a Přemysla Poznaňského, které chtěl donutit k politickým ústupkům.
Roku 1284 byl Jindřich Probus společně s míšeňským markrabětem Jindřichem Jasným, zprostředkovatelem mírového jednání mezi Závišem z Falkenštejna, otčímem malého Václava, a jeho šlechtickými odpůrci. O rok později obnovil spory s vratislavským biskupem a obsadil hrad Edelštejn, který měl vratislavský biskup Tomáš jako české léno z rukou Mikuláše Opavského. Biskup poté hledal zastání u Václava II.
Okolo roku 1287 Jindřich nechal pro bezdětnost anulovat své manželství s Konstancií a znovu se oženil. Druhou manželkou se zřejmě okolo roku 1288 stala Mechtilda, dcera dávného soupeře o regentství nad malým českým princem.

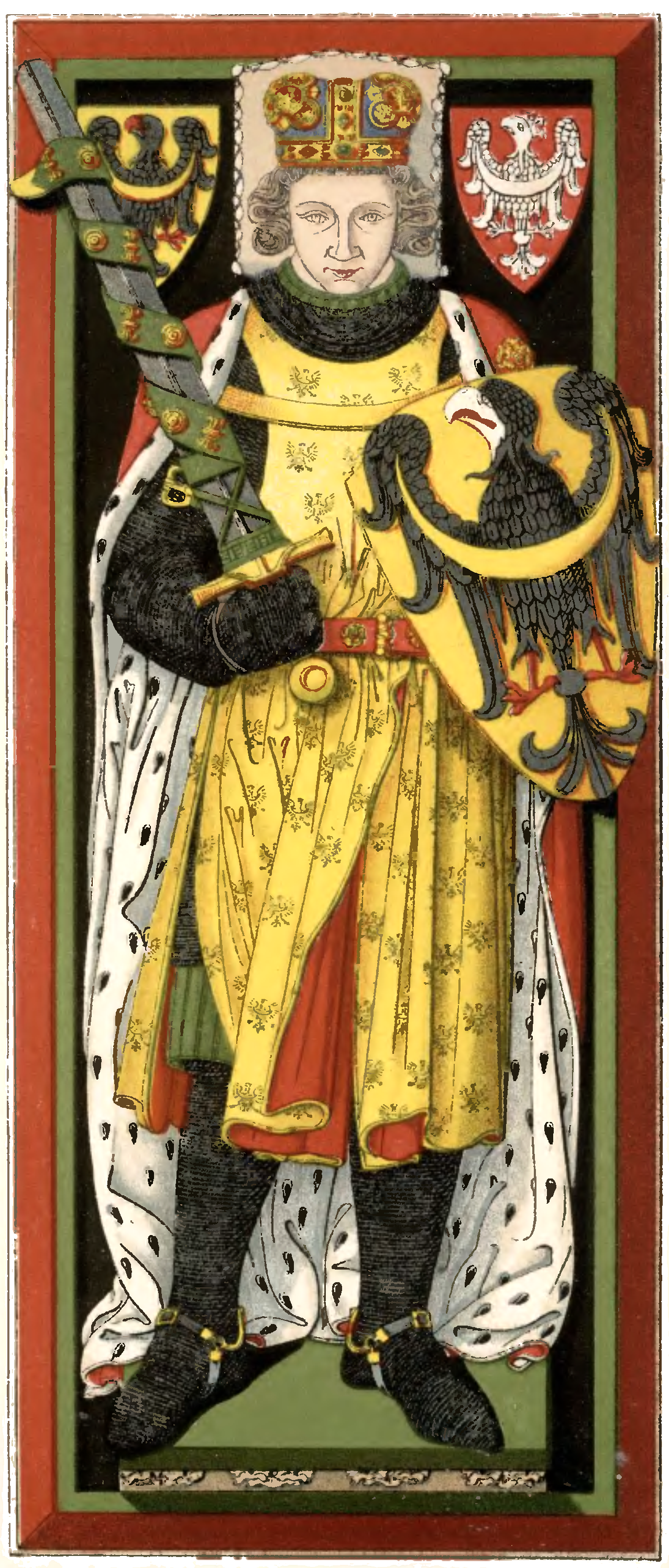
Nákres Jindřichova náhrobku

Po smrti krakovského knížete Leška Černého roku 1288 povolala krakovská šlechta Boleslava Plockého. Jindřich Probus zahájil expanzi do Krakovska, což vyvolalo obavy slezských knížat v Horním Slezsku, kteří následně vyhledali ochranu českého krále Václava II., který přijal lenní slib slezských knížat. Na jaře 1289 využil Václav II. Jindřichovy zaneprázdněnosti v Malopolsku a obsadil mu Kladsko a Broumovsko. Jindřichovi se v Krakovsku dařilo, ale stále jej odmítal biskup Pavel z Przemankowa a většina šlechty. Probus nechal biskupa zajmout. Jindřichova opozice v čele s Přemyslem Velkopolským, Vladislavem Lokýtkem, Kazimírem Lenčickým a Konrádem Mazovským porazila slezské vojsko 26. února 1289 u Siewierze. V bitvě padl Přemek Stínavský, Jindřichův vojevůdce, a Bolko I. Opolský byl těžce zraněn a padl do zajetí. Vladislav Lokýtek se poté spojil se Lvem Haličským a dobyl Krakov. V srpnu 1289 se Probus v čele svého vojska vydal ke Krakovu. Lokýtek při krakovském proslezském převratu těsně unikl zajetí převlečen za mnicha a Jindřich Probus se stal pánem Krakova.

### Smrt
Českého krále Václava II. v roce 1290 ohrožovala vzpurná šlechta, uherský král Ladislav IV. a Jindřich Probus. Pravděpodobně v téže době tam přijela slezská delegace snad za účasti samotného vratislavského knížete, žádající římského krále o královskou korunu. A poté zasáhl osud.
| „                     | ...podivným rozhodnutím Boží pomsty v době jednoho měsíce padl král uherský zabit mečem, vévoda vratislavský zahynul byv otráven a Záviš, který dal příležitost k tém špatnosti, byv sťat skončil bídnou smrtí své dny. | “ |
| — Zbraslavská kronika | |   |

Bezdětný Jindřich IV. Vratislavský příhodně zemřel ještě v den sepsání závěti  v níž odkázal krakovské knížectví Přemyslovi Poznaňskému, knížectví vratislavské Jindřichovi III. Hlohovskému a Kladsko Přemyslovcům. Dle svědectví dobových kronik byl otráven. Václav II. vystrojil Jindřichovi slavný pohřeb  a přebral do svých služeb jeho kancléře Bernarda z Kamence.
Jindřich jako první používal titul „pán celé Vratislavi“. Byl pravděpodobně přítelem a spojencem Mikuláše Opavského, hovořil několika jazyky, stejně jako Václav II. byl mecenášem německé rytířské kultury a dvě z jeho básní jsou v Codexu Manesse. Je pohřben v Kostele sv. Kříže a sv. Bartoloměje ve Vratislavi, který založil po zakončení dlouholetého sporu s vratislavský biskupem Tomášem II. Zarembou.